# The Royal Bed
The Royal Bed è un film del 1931 diretto e interpretato da Lowell Sherman.
Il soggetto è tratto dalla commedia The Queen's Husband di Robert E. Sherwood che debuttò a Broadway il 25 gennaio 1928.

## Trama
Poiché il re sembra molto più interessato a giocare a dama con la servitù, piuttosto che governare, le leve del governo sono nelle mani della regina Martha, una donna rigida e severa, che prende molto sul serio le sue funzioni. Per ragioni politiche, organizza il matrimonio della figlia Anna con il principe William, uno smidollato damerino, anche se la ragazza è innamorata di Freddie, il segretario del re. Quando la regina si reca in visita di stato in America, il popolo insorge. La sera del compleanno di Anna, i rivoluzionari vanno all'assalto del palazzo reale, bombardandolo. Il re accetta di incontrare il capo della rivolta con il quale concorda una serie di miglioramenti delle condizioni del popolo e la cacciata del generale Northrup, il potente premier che governa il paese con pugno di ferro. Al ritorno della regina, il paese è tornato nella normalità. Anna, comunque, deve sposare William. Prima dell'inizio della cerimonia, però, il re ha un ripensamento e, fatta sposare Anna a Freddie a dispetto della moglie, dimostra di non essere ancora del tutto rammollito.

## Produzione
Il film, che fu prodotto dalla RKO Radio Pictures, venne girato anche in una versione in lingua francese. Il film, intitolato Échec au roi, era interpretato da Françoise Rosay.
.

## Distribuzione
Il copyright del film, richiesto dalla RKO Radio Pictures, Inc., fu registrato il 25 dicembre 1930 con il numero LP1887.
Distribuito dalla RKO Radio Pictures, il film uscì nelle sale cinematografiche statunitensi il 15 gennaio 1931. Nel 1935, Hollywood Report riportava la notizia che la versione teatrale della commedia sarebbe stata trasmessa il 30 dicembre 1935 dall'emittente radiofonica Lux Radio.